# Dustin Johnson
Pour les articles homonymes, voir Johnson.
Dustin Johnson, né le 22 juin 1984 à Columbia, est un golfeur américain. Professionnel depuis 2007, il rejoint le circuit de la PGA en 2008 et a depuis remporté dix-sept victoires professionnelles dont l'US Open de golf 2016 et le Masters d'Augusta 2020 où avec une carte de -20 au-dessous du par, il bat le record précédemment détenu par Tiger Woods sur le parcours.

## Biographie
Pour la 39e Ryder Cup 2012 qui a eu lieu sur le parcours du Medinah Country Club de Chicago, associé à Matt Kuchar, Dustin Johnson ne participera qu’au ‘Fourball’. Celui du vendredi après-midi face à la paire Justin Rose / Martin Kaymer, où les Américains l’emportent 3&2 et celui du samedi après-midi face à la paire Paul Lawrie / Nicolas Colsaerts, où les Américains l’emportent 1up.
Avant les duels, il apporte donc 2 points au team US.
Dans les simples du dimanche, le capitaine Davis Love III programme Dustin dans la sixième rencontre face au belge Nicolas Colsaerts, où face au rookie de l’équipe européenne, sa victoire 3&2 donnera le premier point pour les États-Unis dans les simples.
Son total 2012 sera donc : 3 matches, 3 victoires, 0 défaite.

## Vie privée
En août 2013, Johnson est fiancée au mannequin, chanteuse et célébrante Paulina Gretzky, fille de Wayne Gretzky, après sept mois de fréquentation. Le couple s'est marié le 23 avril 2022 à Blackberry Farm dans le Tennessee. Ils ont deux fils, Tatum Gretzky Johnson (né le 19 janvier 2015) et River Jones Johnson (né le 12 juin 2017).

## Palmarès
Dustin Johnson compte au total de seize titres, dont un US Open de golf remporté en 2016 qui est son premier titre dans un tournoi majeur.
Le 19 février 2017 il accède au rang de numéro un mondial grâce à sa victoire au Genesis Open. Il confirme en mars en remportant le WGC-Mexico Championship et le WGC-Dell Match Play. Il est néanmoins forfait pour le Masters à la suite d'une chute survenu plus tôt dans la semaine. C'est seulement la deuxième fois que le numéro un mondial ne joue pas au Augusta National Golf Club.

### Victoires professionnelles
| N° | Date       | Circuit principal | Tournoi                            | Score           | Par  | Marge    | Finaliste                          |
| -- | ---------- | ----------------- | ---------------------------------- | --------------- | ---- | -------- | ---------------------------------- |
| 1  | 05/10/2008 | PGA               | Turning Stone Resort Championship  | 72-68-70-69=279 | - 9  | 1 coup   | Robert Allenby                     |
| 2  | 15/02/2009 | PGA               | AT&T Pebble Beach National Pro-Am  | 65-69-67=201    | - 15 | 4 coups  | Mike Weir                          |
| 3  | 14/02/2010 | PGA               | AT&T Pebble Beach National Pro-Am  | 64-68-64-74=270 | - 16 | 1 coup   | David Duval J. B. Holmes           |
| 4  | 12/09/2010 | PGA               | Championnat BMW                    | 68-70-68-69=275 | - 9  | 1 coup   | Paul Casey                         |
| 5  | 27/08/2011 | PGA               | The Barclays                       | 66-63-65=194    | - 19 | 2 coups  | Matt Kuchar                        |
| 6  | 10/06/2012 | PGA               | FedEx St. Jude Classic             | 70-68-67-66=271 | - 9  | 1 coup   | John Merrick                       |
| 7  | 08/01/2013 | PGA               | Hyundai Tournament of Champions    | 69-66-68=203    | - 16 | 4 coups  | Steve Stricker                     |
| 8  | 03/11/2013 | PGA               | WGC-HSBC Champions                 | 69-63-66-66=264 | - 24 | 3 coups  | Ian Poulter                        |
| 9  | 08/03/2015 | PGA               | WGC-Cadillac Championship          | 68-73-69-69=279 | - 9  | 1 coup   | J. B. Holmes                       |
| 10 | 19/06/2016 | PGA               | Open américain                     | 67-69-71-69=276 | - 4  | 3 coups  | Jim Furyk Scott Piercy Shane Lowry |
| 11 | 03/07/2016 | PGA               | WGC-Bridgestone Invitational       | 69-73-66-66=274 | - 6  | 1 coup   | Scott Piercy                       |
| 12 | 11/09/2016 | PGA               | Championnat BMW                    | 67-63-68-67=265 | - 23 | 3 coups  | Paul Casey                         |
| 13 | 19/02/2017 | PGA               | Genesis Open                       | 66-66-64-71=267 | - 17 | 5 coups  | Scott Brown Thomas Pieters         |
| 14 | 05/03/2017 | PGA               | WGC-Mexico Championship            | 70-66-66-68=270 | - 14 | 1 coup   | Tommy Fleetwood                    |
| 15 | 26/03/2017 | PGA               | Championnat du monde de match-play |                 |      |          | Jon Rahm                           |
| 16 | 27/08/2017 | PGA               | The Northern Trust                 | 65-69-67-66=267 | - 13 | Playoff  | Jordan Spieth                      |
| 17 | 07/01/2018 | PGA               | Sentry Tournament of Champions     | 69-68-66-65=268 | - 24 | 8 coups  | Jon Rahm                           |
| 18 | 10/06/2018 | PGA               | FedEx St. Jude Classic             | 67-63-65-66=261 | - 19 | 6 coups  | Andrew Putnam                      |
| 19 | 29/07/2018 | PGA               | RBC Canadian Open                  | 68-66-65-66=265 | - 23 | 3 coups  | An Byeong-hun Kim Meen-whee        |
| 20 | 03/02/2019 | PGA ET            | Saudi International                | 68-61-65-67=261 | - 19 | 2 coups  | Li Haotong                         |
| 21 | 24/02/2019 | PGA               | WGC-Mexico Championship            | 64-67-66-66=263 | - 21 | 5 coups  | Rory McIlroy                       |
| 22 | 28/06/2020 | PGA               | Travelers Championship             | 69-64-61-67=261 | - 19 | 1 coup   | Kevin Streelman                    |
| 23 | 23/08/2020 | PGA               | The Northern Trust                 | 67-60-64-63=254 | - 30 | 11 coups | Harris English                     |
| 24 | 07/09/2020 | PGA               | Tour Championship                  | 67-70-64-68=269 | - 21 | 3 coups  | Xander Schauffele Justin Thomas    |
| 25 | 15/11/2020 | PGA               | Masters                            | 65-70-65-68=268 | - 20 | 5 coups  | Im Sung-jae Cameron Smith          |
| 26 | 07/02/2021 | PGA ET            | Saudi International                | 67-64-66-68=265 | - 15 | 2 coups  | Tony Finau Justin Rose             |
| 27 | 04/09/2022 | LIV Golf          | LIV Golf Boston                    | 67-63-65=195    | - 15 | Playoff  | Anirban Lahiri Joaquín Niemann     |
| 28 | 14/05/2023 | LIV Golf          | LIV Golf Tulsa                     | 63-63-67=193    | - 17 | Playoff  | Branden Grace Cameron Smith        |
| 29 | 10/02/2024 | LIV Golf          | LIV Golf Las Vegas                 | 67-62-69=198    | - 12 | 1 coup   | Talor Gooch Peter Uihlein          |

### Par équipes
| N° | Date       | Circuit principal | Partenaire   | Tournoi                   | Score        | Par  | Marge   | Finaliste                     |
| -- | ---------- | ----------------- | ------------ | ------------------------- | ------------ | ---- | ------- | ----------------------------- |
| 1  | 12/12/2010 | PGA               | Ian Poulter  | Shark Shootout            | 63-64-59=186 | - 30 | 2 coups | Darren Clarke Graeme McDowell |
| 2  | 17/05/2020 | PGA               | Rory McIlroy | TaylorMade Driving Relief |              |      |         | Rickie Fowler Matthew Wolff   |

### Parcours en tournois majeurs
| Tournoi               | 2008 | 2009 | 2010 | 2011 | 2012 | 2013 | 2014 | 2015 | 2016 | 2017 | 2018 | 2019 | 2020 | 2021 |
| --------------------- | ---- | ---- | ---- | ---- | ---- | ---- | ---- | ---- | ---- | ---- | ---- | ---- | ---- | ---- |
| Masters               | DNP  | T30  | T38  | T38  | DNP  | T13  | CUT  | T6   | T4   | DNP  | T10  | T2   | 1    | CUT  |
| Open américain        | T48  | T40  | T8   | T23  | CUT  | 55   | T4   | T2   | 1    | CUT  | T3   | T35  | T6   |      |
| Open britannique      | DNP  | CUT  | T14  | T2   | T9   | T32  | T12  | T49  | T9   | T54  | CUT  | T51  | n/a  |      |
| Championnat de la PGA | DNP  | T10  | T5   | CUT  | T48  | T8   | DNP  | T7   | CUT  | T13  | T27  | 2    | T2   |      |

DNP = N'a pas participé

CUT = A raté le cut

T = Égalité

Le fond vert montre les victoires et le fond jaune un top 10.

### Résultats enRyder Cup
| Édition                | Score                                               | Joués                  | Victoires | Partagés | Défaites | Points |
| ---------------------- | --------------------------------------------------- | ---------------------- | --------- | -------- | -------- | ------ |
| Ryder Cup 2010         | Défaite face à l'Europe sur le score de 14½ à 13½   | 4                      | 1         | 0        | 3        | 1      |
| Ryder Cup 2012         | Défaite face à l'Europe sur le score de 13 ½ à 14 ½ | 3                      | 3         | 0        | 0        | 3      |
| Ryder Cup 2016         | Victoire des États-Unis sur le score de 17 à 11     | 4                      | 4         | 0        | 2        | 2      |
| Bilan général          | Bilan général                                       | Bilan général          | 6         | 0        | 5        | 6      |
| Bilan sur les Simples  | Bilan sur les Simples                               | Bilan sur les Simples  | 3         | 0        | 0        | 3      |
| Bilan sur les Foursome | Bilan sur les Foursome                              | Bilan sur les Foursome | 1         | 0        | 1        | 1      |
| Bilan sur les Fourball | Bilan sur les Fourball                              | Bilan sur les Fourball | 2         | 0        | 4        | 2      |